# Centrostephanus rodgersii
Espèce
Centrostephanus rodgersii est une espèce protégée d'échinoderme présente en Australie et en Nouvelle-Zélande. 
Il n'a pas de nom vernaculaire en Français, mais il est appelé « oursin violet » (purple urchin) dans son aire de répartition, où il est la principale espèce de cette couleur.

## Description

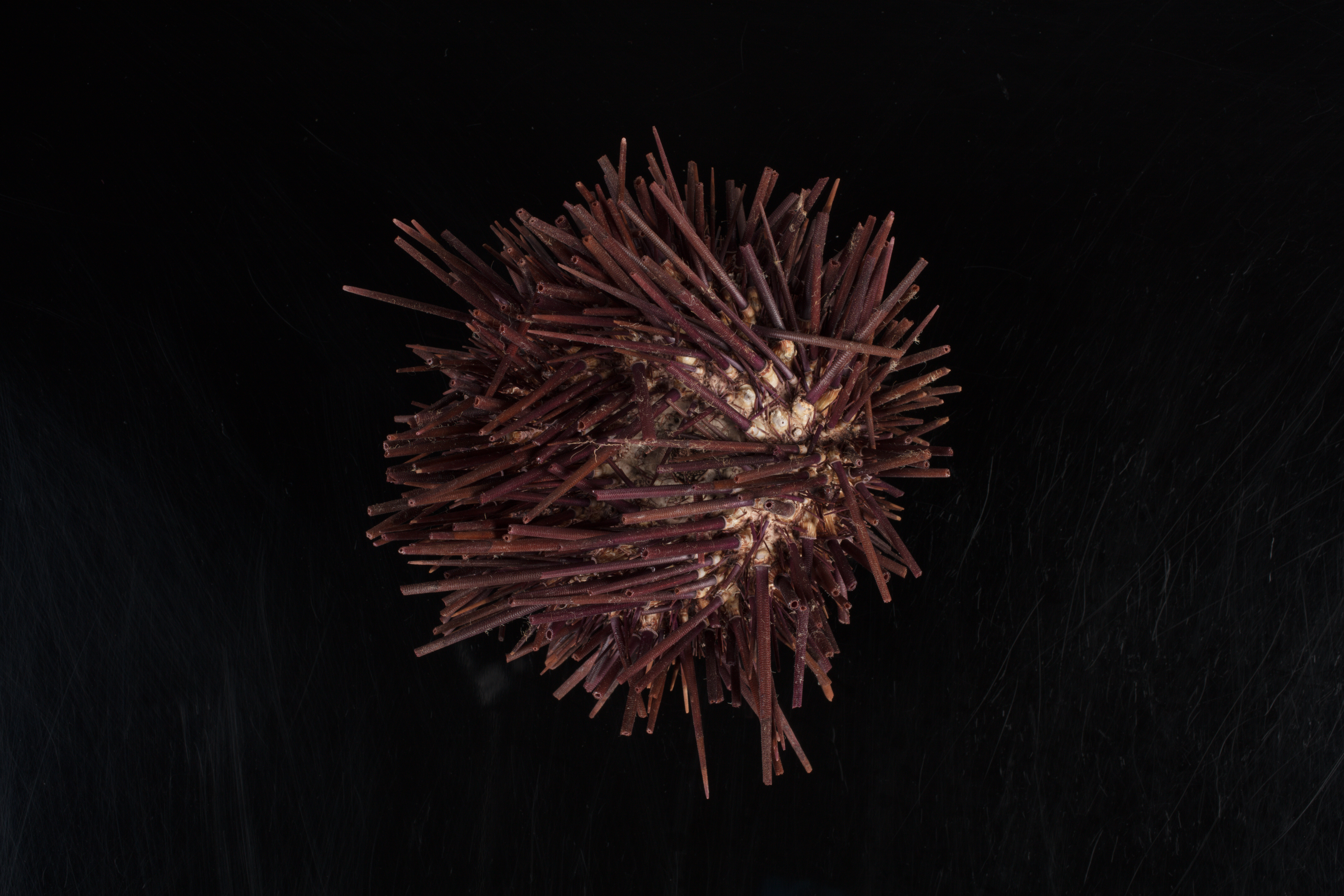
Spécimen préservé en museum.

C'est un oursin régulier : son test (coquille) est de forme ronde (mais légèrement aplati dorsalement), la bouche est située au centre de la face orale (inférieure) et l'anus (« périprocte ») à l'opposé, au sommet, avec les orifices génitaux et le madréporite.
Centrostephanus rodgersii est un gros oursin sombre, généralement noir ou violet sombre avec le plus souvent la base des radioles (piquants) d'un vert (ou plus rarement bleu) lumineux. Le test apparaît souvent rouge sombre. Les radioles sont nombreuses, longues et robustes, et peuvent former dix « mèches ».

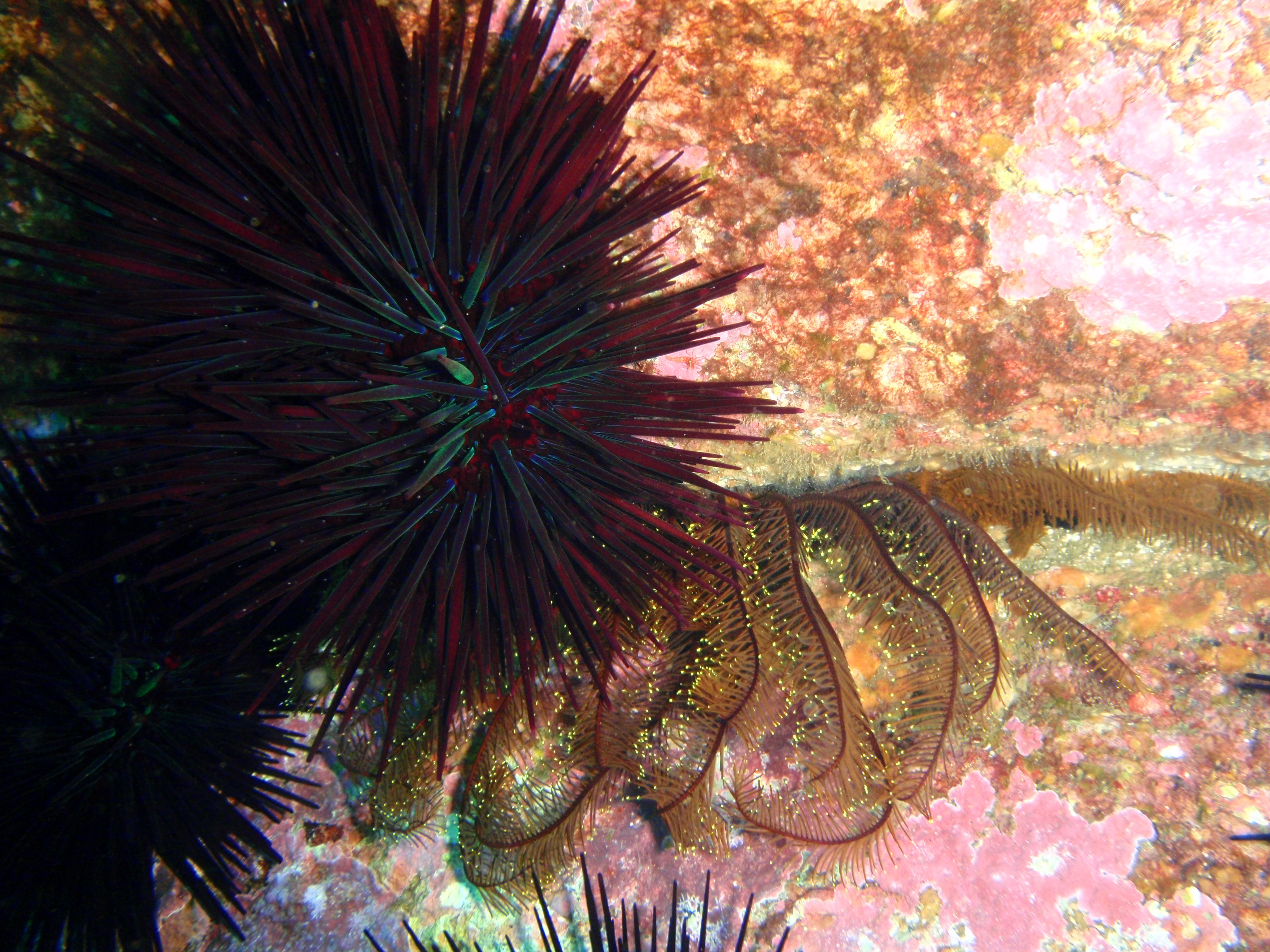
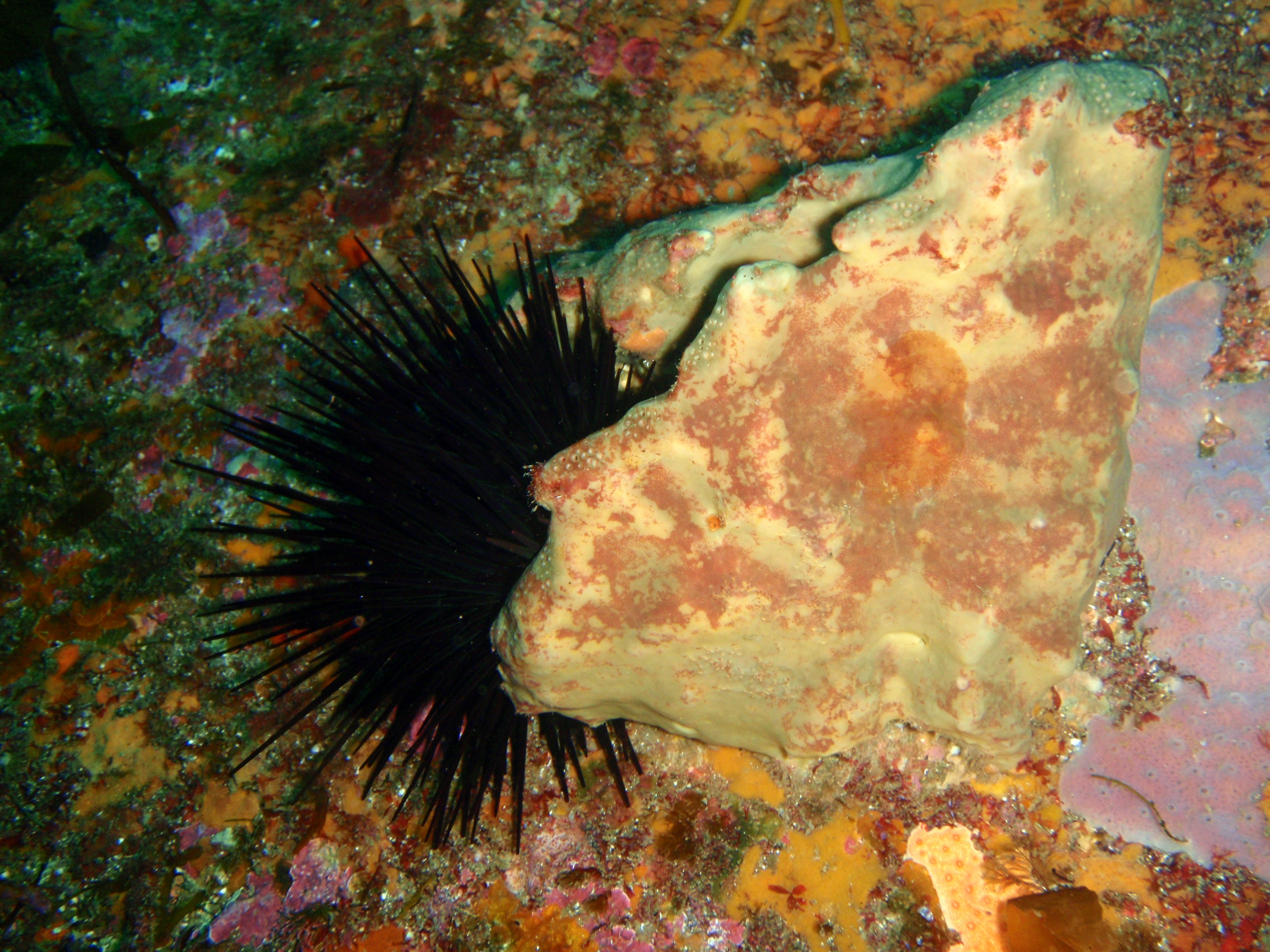
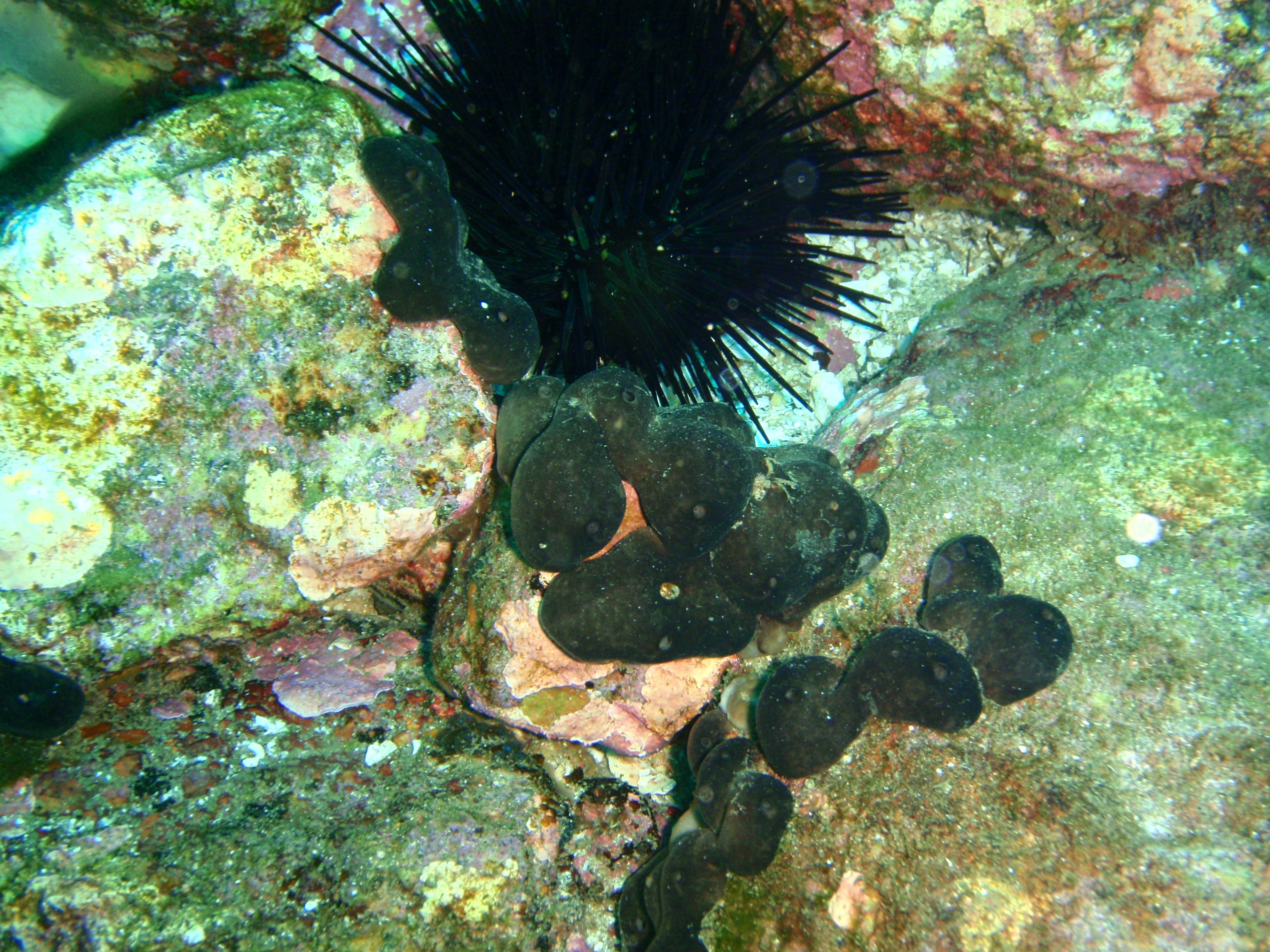
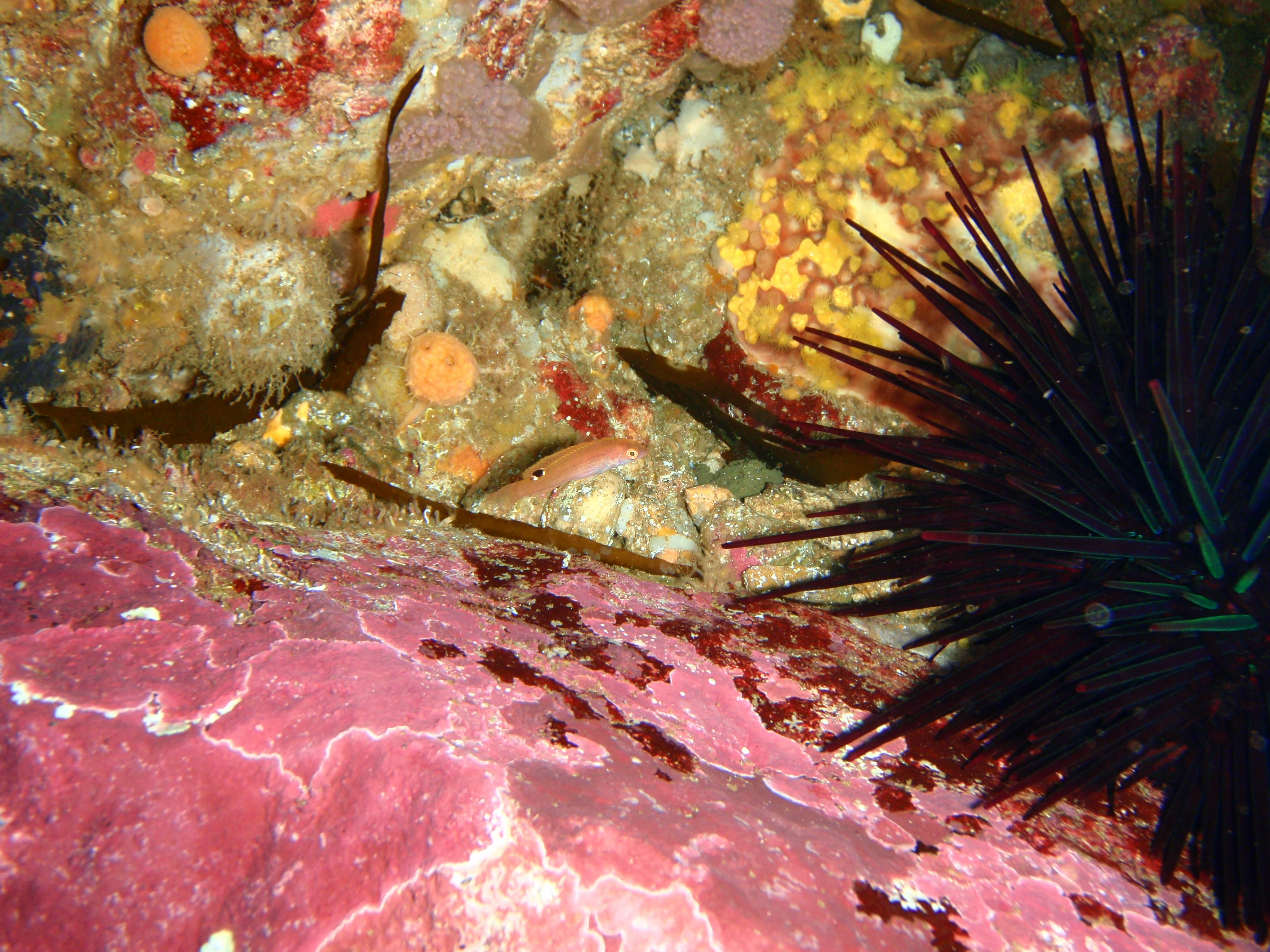
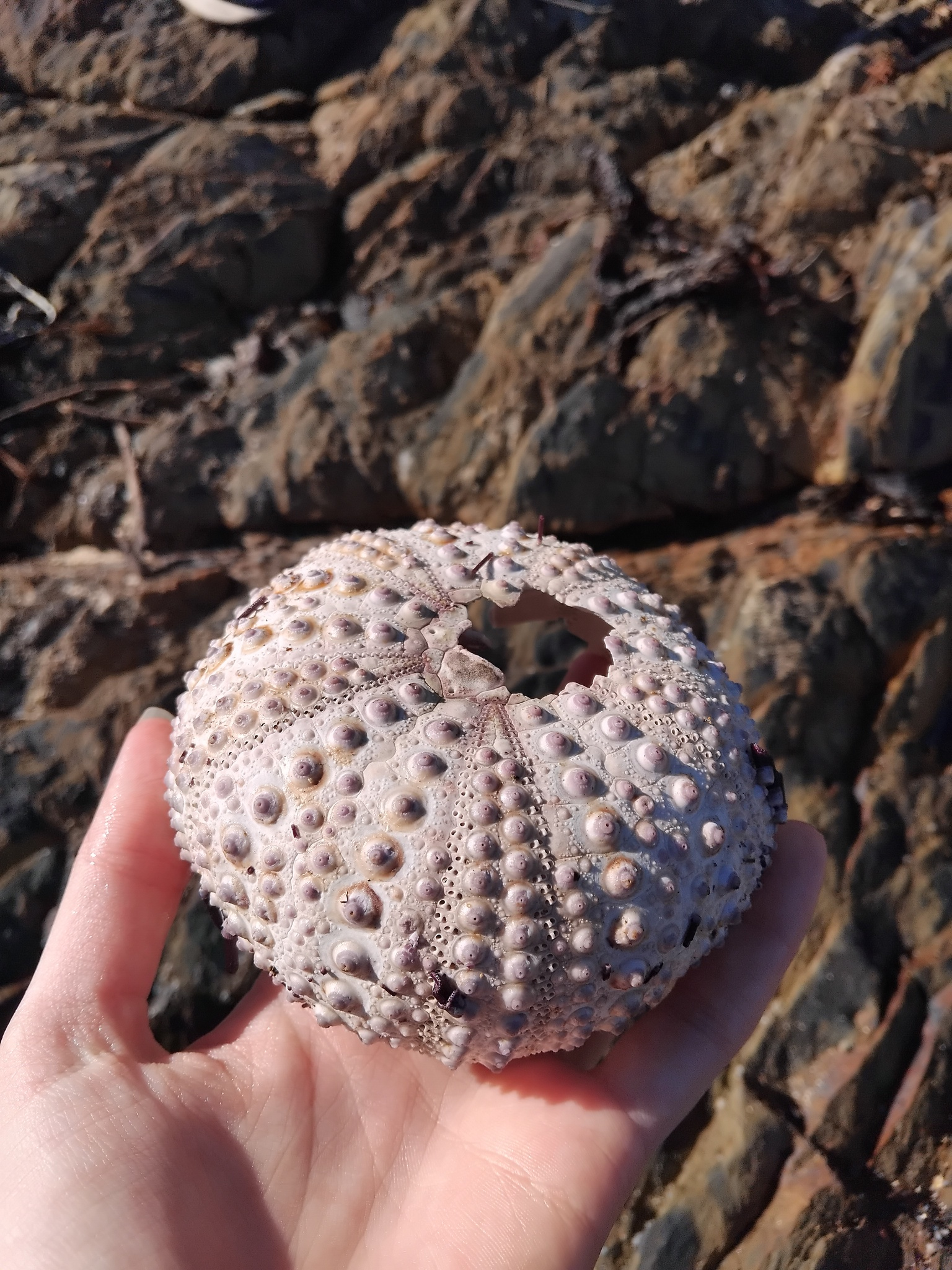
Test

Il ressemble beaucoup à son cousin Echinothrix diadema, que l'on trouve plutôt dans l'hémisphère nord, et qui a la base des radioles plus souvent bleue, mais parfois verte.

## Habitat et répartition
On trouve cet oursin sur les fonds rocheux au sud-est de l'Australie et surtout en Nouvelle-Zélande, où il peut être relativement commun.

## Écologie et comportement
Ils se déplacent surtout de nuit pour chercher leur nourriture : ce sont des oursins principalement herbivores (se nourrissant d'algues et de plantes aquatiques), mais occasionnellement omnivores (bryozoaires, débris d’éponges). Ils raclent la nourriture située sous eux au moyen de leur puissante mâchoire à 5 dents, appelée « Lanterne d'Aristote ». Cet oursin relativement abondant est souvent un brouteur majeur : ses variations de population influencent donc fortement l'équilibre des écosystèmes.

## Centrostephanus rodgersiiet l'Homme
Comme la plupart les oursins, cet animal est souvent responsables de vives douleurs quand un baigneur marche dessus par inadvertance : ses épines ont tendance à se casser dans la plaie, ce qui les rend presque impossibles à enlever entièrement. De plus, une partie de ses piquants sont venimeux et peut occasionner de fortes douleurs, heureusement sans grand danger. Par ailleurs, sa grande taille et sa couleur sombre le rendent normalement assez visible, même à travers la surface de l'eau.